# Assaroe Abbey
Assaroe Abbey (irisch Mainistir Eas Aodha Ruaidh; Samarium) ist eine ehemalige Zisterzienserabtei im County Donegal in der heutigen Republik Irland. Sie liegt rund 1 km von Ballyshannon auf der Höhe südlich des Flusses und oberhalb der Mündung des Flusses Erne am Assaroe Lake.

## Geschichte
Das Kloster wurde 1178 von einem der Herrscher von Tír Conaill, und zwar entweder von Roderick O’Cananan oder von Flaharty O’Muldorry, der 1197 in der Abtei starb, gestiftet. Es gehörte als Tochterkloster von Boyle Abbey der Filiation der Primarabtei Clairvaux an. Der Abt von Assaroe war 1227 in die Verschwörung von Mellifont verwickelt und wurde abgesetzt. Auch 1268 wurde der Abt abgesetzt, weil er das Generalkapitel 12 Jahre lang nicht besucht hatte. Donal Mor O’Donnell, der König von Tír Conaill, trat als Mönch in das Kloster ein und wurde dort im Jahr 1241 begraben. Das Kloster wurde 1377 niedergebrannt, und nachdem es als Stützpunkt der O’Donnells galt, 1388 nochmals angegriffen. 1398 wurde es abermals geplündert. Nach der Auflösung des Klosters in der Tudorzeit blieben die Mönche noch bis 1597, obwohl die Klostergüter bereits an englische Herren verliehen worden waren. Das Gelände des Klosters wird nunmehr von einem Friedhof und einem ländlichen Anwesen eingenommen.
Hier liegen auch die Assaroe Falls, Wasserfälle, die durch die Elektrizitätswerke am Erne ihre Kraft verloren haben.

## Bauten und Anlage
Erhalten ist das Westende der Kirche mit einem Teil der Südwand.